# Xu Lili
Dans ce nom chinois, le nom de famille, Xu, précède le nom personnel.
Pour les articles homonymes, voir Xu.
Xu Lili, née le 18 février 1988 à Binzhou, est une judokate chinoise évoluant en moins de 63 kg (poids mi-moyens). Elle est vice-championne olympique en 2012 à Londres.

## Palmarès

### Jeux olympiques
- Jeux olympiques de 2012 à Londres (Royaume-Uni) :
  -  Médaille d'argent dans la catégorie des moins de 63 kg (poids moyens).

### Championnats d'Asie
- Championnats d'Asie 2011 à  Abou Dabi (Émirats arabes unis) :
  -  Médaille d'argent dans la catégorie des moins de 63 kg (poids moyens)[1]

### Grand prix deQingdao2011
- Gagnante du grand prix en battant Munkhzaya Tsedevsuren en finale,
  -  Médaille d'or[2].

### Grand prix d'Amsterdam 2011
- Troisième du grand prix en étant battue par Anicka van Emden,
  -  Médaille de bronze[3].

### Grand slam de Moscou 2011
- Troisième du grand prix en étant battue par Munkhzaya Tsedevsuren,
  -  Médaille de bronze[4].